# K.K. Partizan 1990-1991
Questa pagina raccoglie le informazioni riguardanti il Košarkaški klub Partizan nelle competizioni ufficiali della stagione 1990-1991.

## Roster
| N° | Naz.                  | Ruolo | Sportivo              |  | Alt. |  |
| -- | --------------------- | ----- | --------------------- |  | ---- |  |
| 4  | Jugoslavia (bandiera) | P     | Aleksandar Đorđević   |  | 188  |  |
| 5  | Jugoslavia (bandiera) | G     | Predrag Danilović     |  | 201  |  |
| 6  | Jugoslavia (bandiera) | AP    | Nikola Lončar         |  | 198  |  |
| 7  | Jugoslavia (bandiera) | P     | Željko Obradović      |  | 180  |  |
| 8  | Jugoslavia (bandiera) | C     | Slobodan Šljivančanin |  | 209  |  |
| 9  | Jugoslavia (bandiera) | C     | Miladin Mutavdžić     |  |      |  |
| 10 | Jugoslavia (bandiera) |       | Marko Ivanović        |  |      |  |
| 11 | Jugoslavia (bandiera) | C     | Miroslav Pecarski     |  | 211  |  |
| 12 | Jugoslavia (bandiera) | C     | Zoran Stevanović      |  | 207  |  |
| 13 | Jugoslavia (bandiera) | A     | Oliver Popović        |  | 200  |  |
| 14 | Jugoslavia (bandiera) | AP    | Žarko Paspalj         |  | 208  |  |
| 15 | Jugoslavia (bandiera) | AP    | Ivo Nakić             |  | 200  |  |
|    | Jugoslavia (bandiera) | G     | Miroslav Berić        |  | 200  |  |
|    | Jugoslavia (bandiera) | AG    | Igor Mihajlovski      |  | 205  |  |
|    | Jugoslavia (bandiera) |       | Isailović             |  |      |  |
|    | Jugoslavia (bandiera) |       | Krivokapić            |  |      |  |
|    | Jugoslavia (bandiera) | All.  | Duško Vujošević       |  |      |  |